# Janovec metlatý
Janovec metlatý (Cytisus scoparius) je keř z čeledi bobovitých.

## Synonyma
homotypická
- Spartium scoparium L.
- Genista scoparia (L.) Lam.
- Sarothamnus scoparius (L.) W.D.J. Koch
- Sarothamnus vulgaris Wimm.

heterotypická
- Spartium glabrum Mill.
- Spartium angulosum Gilib
- Genista hirsuta Moench
- Sarothamnus bourgaei Boiss.
- Sarothamnus oxyphyllus Boiss.

české
- Čilimník metlatý – český obecně vžitý rodový název „janovec“ se používá v rodu Cytisus pouze pro janovec metlatý. Pro ostatní rostliny tohoto rodu se užívá český název čilimník.[1]

Má množství lidových názvů, Rystonová jich uvádí přes 70 (např. anafika, babí hněv, datlice, frýma, honzigraus, chvoště, janobít, ježumín, kočičí zlato, krutopysk, legrátí, metlovník, proutnatec, renofika, revízek, rokytí, rymíz, senestr, smrdí, spartum, srnčí, šanystr či šanejstr, šejnoha, švabín, třesk, zaječí chvošť, žlutý akátek).

## Popis
Janovec metlatý je keř se zelenými hranatými větvemi, ze kterých vyrůstají střídavě malé trojčetné listy. Dorůstá výšky 0,5 až 2,5 metru. V horních částech větví vyrůstají v paždí listů jednotlivé žluté květy. Kvete v květnu až v červnu. Plodem je tmavý ochlupený lusk. Celá rostlina je jedovatá.

## Rozšíření
V Evropě je původní od Portugalska a Britských ostrovů po Ukrajinu a Bělorusko. Zavlečen do Makaronésie, Severní Ameriky, Jižní Ameriky a na Nový Zéland.

## Ekologie
Roste na osluněných svazích a na okrajích lesů, mnohde vytváří souvislé porosty.

## Pěstování
Vyžaduje světlá stanoviště, na půdu je nenáročný. Vyhovují propustné mírně kyselé, propustné vlhké nebo sušší půdy. Snáší sucho. Nesnáší dobře zamokření, hluboký řez a přesazování. V podmínkách střední Evropy často namrzá, ale dobře regeneruje. Rozmnožuje se semeny, která v půdě přeléhají mnoho let a jejichž klíčení urychluje zvýšená teplota (např. při požáru), nebo vegetativně, a to zejména kultivary.
Spolu s ostatními čilimníky je možno vytvářet stromky roubováním na štědřenec odvislý (Laburnum anagyroides).

## Použití
Sloužil k výrobě košťat a zúrodňování písčitých polí. Využívá se nejen v lidové medicíně. Léčivé účinky jsou gastrointestinální, kardiovaskulární (semena pomáhají zastavovat krvácení), urogenitální. Běžně se používá jako okrasná rostlina ve skupinách, jako půdokryvná dřevina a na skalkách. Jsou pěstovány barevně kvetoucí kultivary.

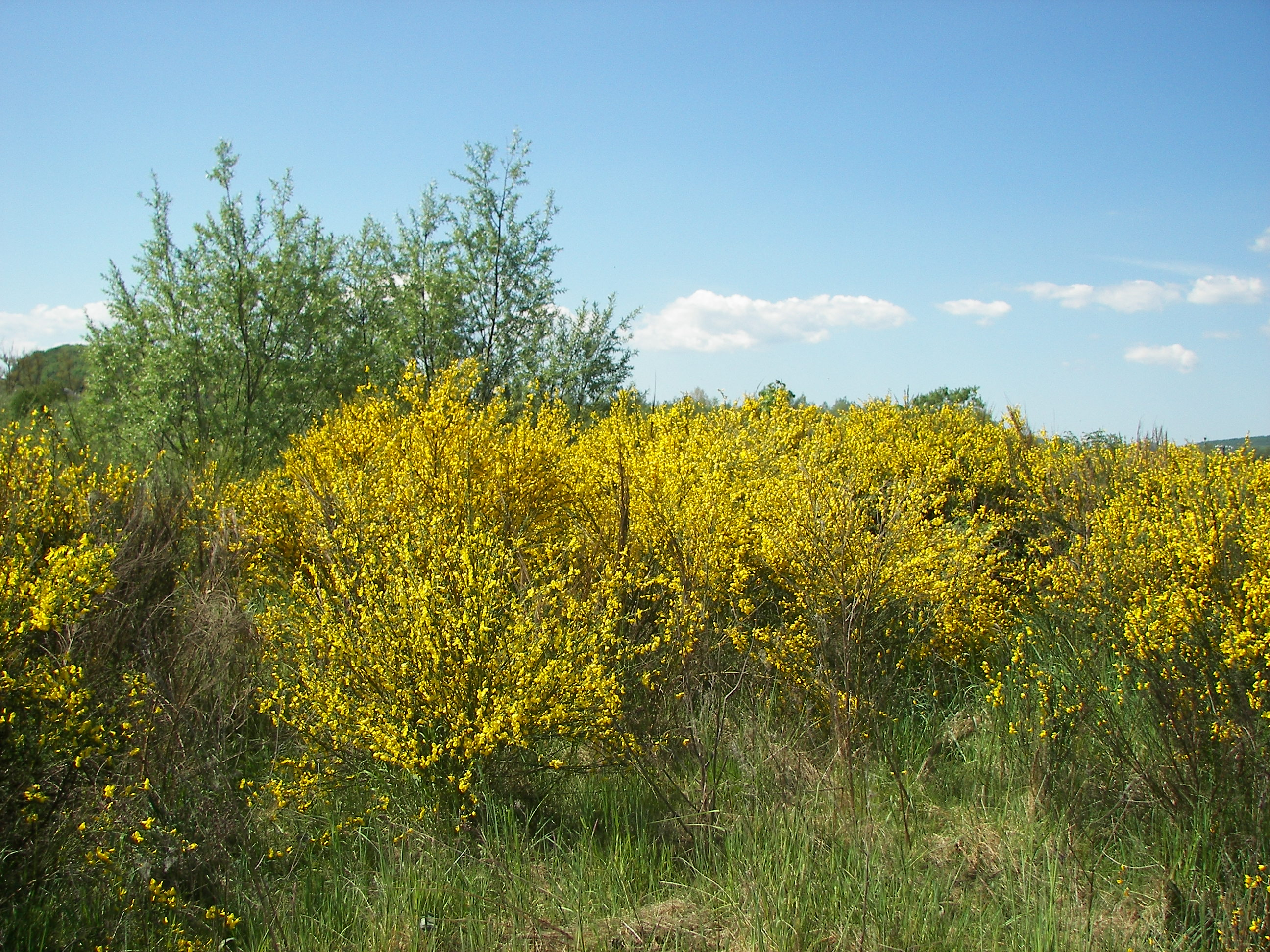
Porost na přirozeném, světlém stanovišti.
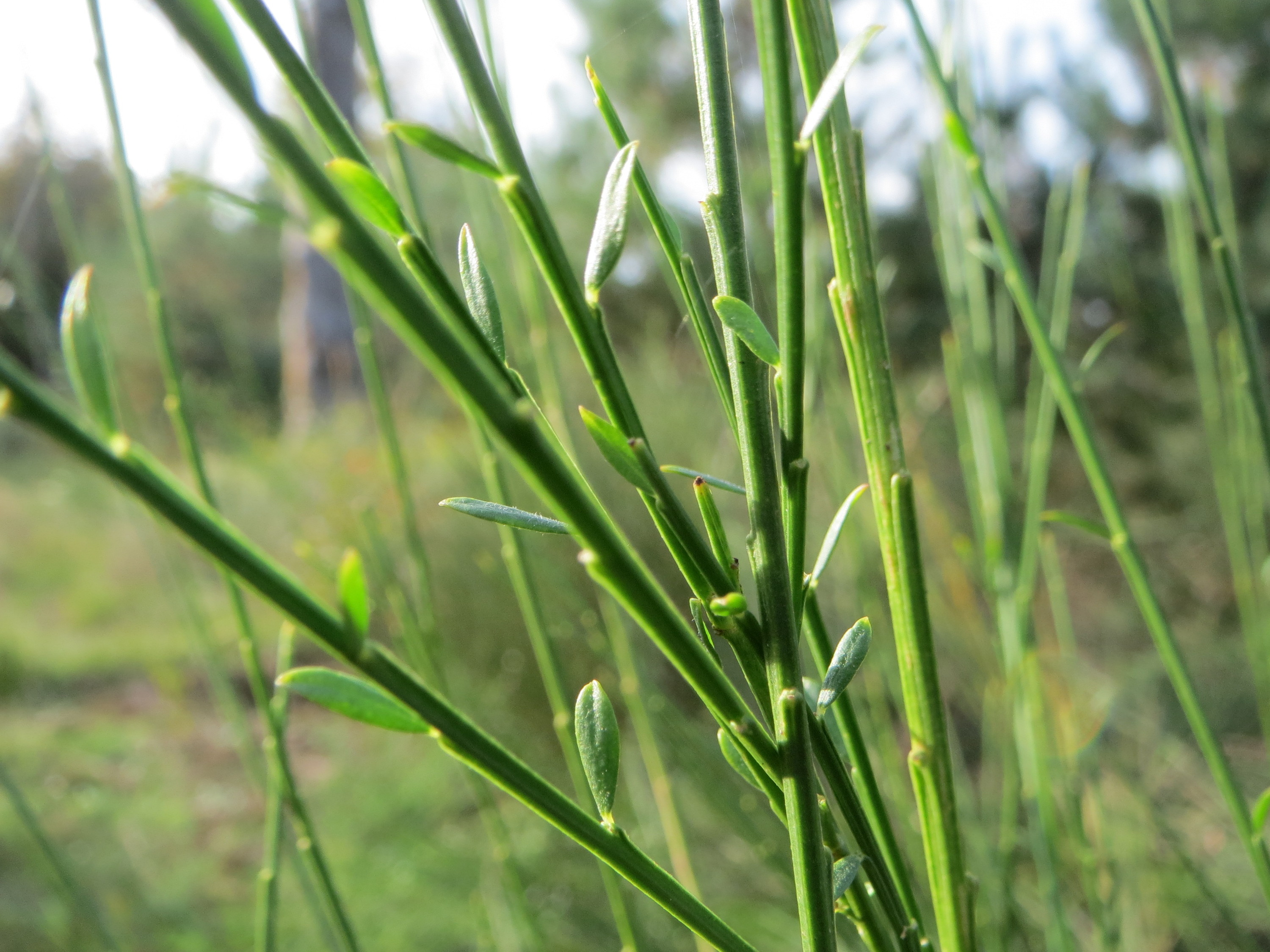
Větvičky s lístky.
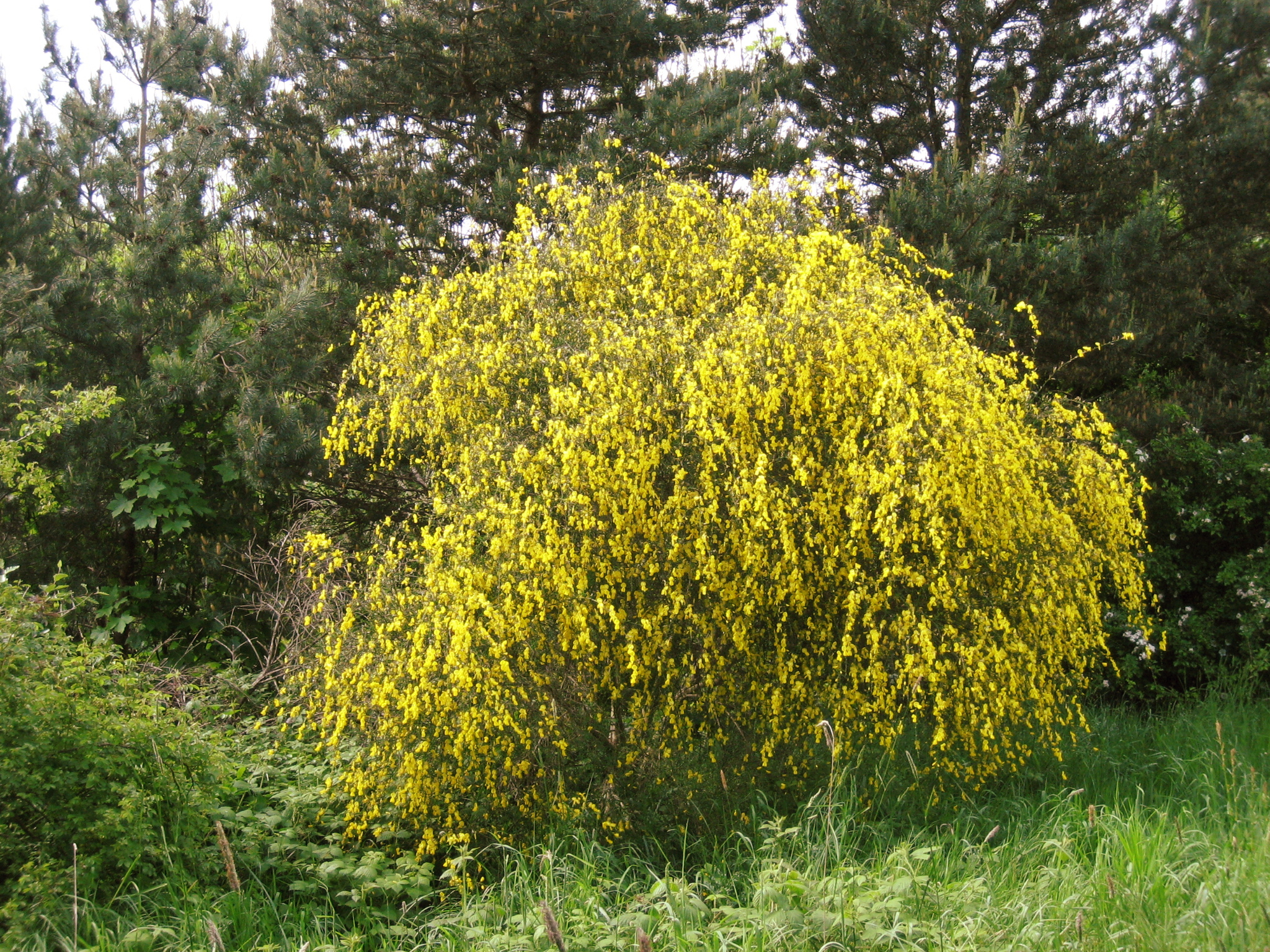
Starší dřevina.